# Stuart McCall
Andrew Stuart Murray McCall (* 10. června 1964 Leeds, Anglie, Spojené království) je bývalý skotský fotbalový záložník a reprezentant a pozdější fotbalový trenér.

## Klubová kariéra
Na seniorské úrovni hrál za anglické kluby Bradford City, Everton FC, Sheffield United a skotský Rangers FC. S Rangers nasbíral řadu domácích trofejí.

## Reprezentační kariéra
V A-mužstvu Skotska debutoval 28. 3. 1990 v přátelském utkání v Glasgowě proti týmu Argentiny (výhra 1:0). Celkem odehrál v letech 1990–1998 za skotský národní tým 40 zápasů a vstřelil 1 branku.
Gól Stuarta McCalla za A-mužstvo Skotska
| Gól | Datum       | Stadion                              | Soupeř  | Skóre | Výsledek | Soutěž  |
| --- | ----------- | ------------------------------------ | ------- | ----- | -------- | ------- |
| 010 | 16. 6. 1990 | Stadio Luigi Ferraris, Janov, Itálie | Švédsko | 01:0  | 2:1      | MS 1990 |